# Ali Fergani
Ali Fergani (arabisch علي فرقاني; * 21. September 1952 in Onnaing, Frankreich) ist ein ehemaliger algerischer Fußballspieler und -trainer. Seit 2013 trainiert er CA Batna.

## Karriere

### Als Spieler

#### Verein
Ali Fergani begann seine Karriere 1969 bei NA Hussein Dey, wo er zehn Jahre lang, bis 1979 spielte. Dann wechselte er zu JE Tizi Ouzou und spielte dort bis 1987. In diesen acht Jahren gelang es dem Verein fünfmal die Meisterschaft zu gewinnen. 1987 beendete er seine aktive Karriere als Profifußballer.

#### Nationalmannschaft
Fergani absolvierte zwischen 1973 und 1986 insgesamt 68 Länderspiele für die algerische Nationalmannschaft, wo ihm allerdings kein Tor gelang. Bei den olympischen Sommerspielen 1980 bestritt er vier Spiele für sein Heimatland. Des Weiteren kam er sechs Mal in der Qualifikation für die Weltmeisterschaft 1982 in Spanien zum Einsatz und konnte sich mit Algerien für die Endrunde qualifizieren, allerdings war nach drei Spielen in der Gruppenphase Schluss.
1981 belegte er bei der Wahl Afrikas Fußballer des Jahres den dritten Platz. Sieger wurde sein Landsmann Lakhdar Belloumi.

### Als Trainer
Nachdem er 1987 seine Karriere bei JE Tizi Ouzou beendet hatte, kehrte er in der Saison 1989/90 dorthin zurück. Der Verein wurde gerade in Jeunesse Sportive Kabylie umbenannt. Zur selben Zeit bekam er zusammen mit Abdelhamid Kermali den Trainerposten der algerischen Nationalmannschaft.  Sein größter Erfolg war der Gewinn der Afrikameisterschaft 1990. Bis 1992 bekleidete er die Position. 1994 folgte ein einjähriges Engagement beim MC Oran, bis er 1995 wiederum Trainer des algerischen Nationalteams wurde. Doch nur ein Jahr später musste er das Amt nach einer Niederlage gegen Kenia wieder abgeben. Von 1996 bis 1998 trainierte er die Mannschaft von Olympique de Béja. Nach einem kurzen Hastspiel im Jahre 1999 bei Avenir Sportif de La Marsa, kehrte er noch im selben Jahr zu de Béja zurück. 2000 wechselte er zum US Monastir, wo er ein Jahr lang die Mannschaft betreute. 2001 ging er zum tunesischen Rekordmeister Espérance Sportive de Tunis und verließ er Klub noch im gleichen Jahr. Nach zwei Jahren Pause nahm er 2003 erstmals wieder einen Trainerjob an und zwar beim Club Athlétique Bizertin, der auch in Tunesien spielt. 2004 und 2005 trainierte er zum dritten Mal die Nationalmannschaft Algeriens.
Vom 10. Oktober 2011 bis Ende 2012 trainierte er die algerische A'-Nationalmannschaft (d. h. nur Algerier aus der eigenen Liga).
Am 5. Januar 2013 wurde er als Trainer des algerischen Vereins CA Batna vorgestellt. In den folgenden Monaten konnte er den Verein jedoch nicht vor dem Abstieg in die 2. Liga bewahren.

## Sonstiges
Sein Sohn Aghiles Fergani ist aktuell ebenfalls für den Verein als Spieler aktiv.

## Titel und Erfolge
Als Spieler
- JE Tizi Ouzou
  - Algerische Meisterschaft (5×): 1979/80, 1981/82, 1982/83, 1984/85, 1985/86

Als Trainer
- Algerien
  - Fußball-Afrikameisterschaft 1990